# Christian Oliver
Christian Oliver (3. března 1972 Celle, Dolní Sasko, Německo – 4. ledna 2024, Bequia, Svatý Vincenc a Grenadiny, Karibik) byl německý herec.

## Život
Christian Oliver se narodil 3. března 1972 v Celle v Německu jako Christian Klepser. Vyrůstal však ve Frankfurtu nad Mohanem, kde vystudoval Freiherr-vom-Stein-Schule. Po maturitě odešel studovat herectví do Los Angeles. Studoval u Susan Batsonové, Leslie Kahnové, Dennise Kellyho, Katlin Adamsové a Anthonyho Absona. Ve Frankfurtu nad Mohanem se účastnil přednášek u Roberta Eastona, Jessiky Drake a Boba Croffa.
Známým se stal rolí v seriálu německé televize RTL – Kobra 11, v roli komisaře Jana Richtera. V tomto seriálu vystupoval v 7. a 8. sérii spolu s Erdoganem Atalayem. V roce 2008 hrál ve válečném dramatu Valkýra. Hrál také v divadle. Na jevišti stanul poprvé v 16 letech, dostal roli ve Frankfurtském komorním divadle v klasickém představení Candide.
Byl[kdy?] majitelem oděvnického podniku. Vedl výrobní společnost Chabofilms. Americký magazín People ho jmenoval jedním z „50 nejkrásnějších mužů ve vesmíru“ („50 most beautiful guys in the universe“). Mluvil německy (mateřský jazyk), anglicky (plynně) a francouzsky (plynně). Žil střídavě v Německu a v Los Angeles.[kdy?] Jeho rodiče žijí ve Frankfurtu nad Mohanem. Měl sestru, která má syna.
Měřil 176 cm[zdroj⁠?!], měl hnědé vlasy a hnědé oči.
Nejraději měl adrenalinové sporty jako potápění, sky-diving, snowboarding, surfing a jízdu na skateboardu. Rád cestoval a poznával nová místa a lidi. Navštívil například Afriku, Tahiti nebo Indii. Měl pestrou paletu zájmů a koníčků – maloval, fotografoval, vařil, poslouchal hudbu, hrál na bicí a jezdil na koni. Rád hrál fotbal, plachtí a trénuje box, kickbox a různá jiná bojová umění.
Jeho manželkou byla redaktorka vip.de Jessica Mazur. V červnu 2011 se jim narodila dcera Madita Maia.
Dne 4. ledna 2024 tragicky zahynul při nehodě jednomotorového letadla u jižního pobřeží ostrova Bequie (necelé dva kilometry západně od ostrůvku Petit Nevis) ve státě Svatý Vincenc a Grenadiny v Malých Antilách v Karibiku. Na palubě se nacházely také jeho dcery Madita Maia a Annika a vlastník letadla pilot Robert Sachs. K nehodě došlo krátce po startu, kdy se letadlo dostalo do potíží a zřítilo se do oceánu. Na místo tragédie ihned vyrazili záchranáři i místní rybáři, avšak nedokázali již nikomu pomoci.

## Filmografie
- 1994–1995: Star Club L.A.
- 1994–1995: Konečně zazvonilo, nová třída (Saved by the Bell: The New Class)
- 1995: Dívčí klub (Angriff der Schnullerbrigade)
- 1997: First Love – Die große Liebe
- 1997: Rosamunde Pilcher: Dvě sestry (Rosamunde Pilcher: Zwei Schwestern)
- 1997: Eat Your Heart Out
- 1998: Cesta do neznáma (Sliders – Das Tor in eine fremde Dimension (epizoda: Net Worth))
- 1999: American Shrimps
- 1999: V.I.P. – Die Bodyguards (epizoda: Thunder Val)
- 1999: Bomby po Berlínem (Götterdämmerung – Morgen stirbt Berlin)
- 1999: Romantic Fighter
- 2001: Undressed – Wer mit wem?
- 2001: Past (Kept)
- 2001: Deadly Blaze – Heißer als die Hölle
- 2001: Schlaf mit meinem Mann
- 2001: Peklo ve městě (Ablaze)
- 2002: Záře lesa (A Light in the Forest)
- 2002–2004: Kobra 11
- 2004: Omrzlina (Frostbite)
- 2005: Subject Two
- 2005: Návrat na výsluní (The Comeback)
- 2006: Berlínské spiknutí (The Good German)
- 2007: George Gently
- 2008: Speed Racer
- 2008: Watercolors
- 2008: George Gently – Der Unbestechliche (epizoda: Bomber's Moon)
- 2008: Immer Wirbel um Marie
- 2008: Valkýra
- 2009: Ready or Not
- 2009: Ein Haus zum Träumen
- 2009: Tribute
- 2009: Acholiland
- 2010: Případ pro dva (Ein Fall für zwei (epizoda: Tödliche Story))
- 2010: Doktor z hor (Der Bergdoktor (epizoda: Kein Zurück))
- 2011: House of Good and Evil
- 2011: Tři mušketýři (Die drei Musketiere)
- 2012: SOKO Stuttgart (epizoda: Ausgekocht)
- 2012: Blow Me
- 2013: House of Good and Evil
- 2014: Ninja Apocalypse
- 2014: Herkules: Vzkříšení
- 2015: Probuzená posedlost
- 2015: Obchodníci se smrtí
- 2018: The Outer Wild
- 2019: Rattlesnakes
- 2019: D-Day
- 2019: Best Christmas Ball Ever
- 2019: Animal Among Us
- 2020: I Am Fear
- 2022: English Estate
- 2024: Forever Hold Your Peace

## Dabing
- 2004: Law & Order – Justice Is Served
- 2000: Medal of Honor: Underground
- 2010: Die Siedler 7

## Divadlo
- 1988: Frankfurtské komorní divadlo
  - Klasické představení Candide
- 2004: Die Geschichte vom Soldaten | Justus Frantz Festival Bernhard Böthel
- 2006: Die Entführung aus dem Serail | Chicago Opera Theatre Justin Way

## Produkce
- 2006: Subject Two
- 2009: Ready or Not
- 2009: Ready for Hangover
- 2012: House of Good and Evil

## Scénář
- 2009: Ready for Hangover
- 2009: Ready or Not